# Kokhma
Kokhma (en russe : Кохма) est une ville de l'oblast d'Ivanovo, en Russie. Sa population s'élevait à 29 389 habitants en 2014.

## Géographie
Kokhma est arrosée par la rivière Ouvod, un affluent de la Kliazma. Elle se trouve à 10 km au sud-est du centre d'Ivanovo et à 251 km au nord-est de Moscou.

## Histoire
La première mention de la localité remonte à 1619 : c'était alors le village de Rojdestvenskoïe-Kokhma (Рожде́ственское-Кохма). Kokhma a le statut de ville depuis 1925.

## Population
Recensements (*) ou estimations de la population
| 1897* | 1926*  | 1939*  | 1959*  | 1970*  | 1979*  |
| ----- | ------ | ------ | ------ | ------ | ------ |
| 3 300 | 11 555 | 18 983 | 20 252 | 22 323 | 25 059 |

| 1989*  | 2002*  | 2010*  | 2012   | 2013   | 2014   |
| ------ | ------ | ------ | ------ | ------ | ------ |
| 26 962 | 28 761 | 29 408 | 29 414 | 29 405 | 29 389 |

## Économie
Les deux principales entreprises de Kokhma sont :
- OAO Strommachina (ОАО Строммашина) : équipement pour cimenteries, pièces détachées de camions.
- AOOT Kokhmatekstil (АООТ Кохматекстиль) : tissu de coton, vêtements en coton.